# Strangely Familiar
Strangely Familiar ist ein Jazzalbum von Karl Berger. Die am 22. und 24. Februar 2010 in der Kleinert/James Gallery, Woodstock, New York, entstandenen Aufnahmen erschienen im Juli 2010 in der Composer Series auf Tzadik.

## Hintergrund
Strangely Familiar: 17 Miniatures for Piano Solo, geschrieben zwischen 2005 und 2009, stützt sich stark auf die Tradition des Free Jazz und insbesondere auf Ornette Colemans Stil, notierte Stephen Eddins. Manchmal schreibt er nur für eine Hand und bittet den Spieler, mit der anderen zu improvisieren, und „Ad Libbing“ scheint eine häufige Anweisung zu sein. Die Partitur der fast drei Minuten langen „Miniatur Nr. 2“, die im Booklet abgedruckt ist, besteht aus nur elf teilweise notierten Takten, was es den Interpreten weit offen lässt, dem Stück ihren persönlichen Stempel aufzudrücken. Berger schreibt, dass die Spärlichkeit des Materials beabsichtigt sei, und er lädt die Zuhörer ein, das aufzunehmen, was da ist, und die offenen Räume mit dem zu füllen, was er den „natürlichen Musikgeist“ nennt.

## Titelliste
- Karl Berger: Strangely Familiar (Tzadik TZ 8075)[2]

1. Miniature 1 3:12
2. Miniature 2 2:50
3. Miniature 3 4:07
4. Miniature 4 3:51
5. Miniature 5 2:40
6. Miniature 6 2:39
7. Miniature 7 3:10
8. Miniature 8 3:23
9. Miniature 9 2:19
10. Miniature 10 3:00
11. Miniature 11 2:25
12. Miniature 12 3:12
13. Miniature 13 2:57
14. Miniature 14 3:03
15. Miniature 15 4:27
16. Miniature 16 3:49
17. Miniature 17 2:44

Die Kompositionen stammen von Karl Berger.

## Rezeption
Stephen Eddins verlieh dem Album in Allmusic vier Sterne und schrieb, die jeweils etwa zwei- bis vierminütigen Miniaturen würden ein improvisatorischer Stil mit leichtem Swing verbinden, einer Stimmung stiller, oft melancholischer Meditation, offenen Harmonien und Sinn für weite Weite. Viele seien ähnlich im Ton, wenn auch nicht in ihrer musikalischen Sprache, mit Erik Saties Gymnopédies. Bergers Partitur überlässt viel dem Interpreten und die minimale Notation lässt die Musik wie Free Jazz klingen. Insgesamt sei dies jedoch entspannte, meditative Musik, und Tzadiks Sound Klinge sauber produziert und offen mit realistischem Ambiente.